# Vejbier (familie)
 For alternative betydninger, se Vejbier. (Se også artikler, som begynder med Vejbier)
Vejbier (Halictidae) er den næststørste familie af bier (gruppen Apiformes) med næsten 4.500 arter, hvoraf 63 i Danmark. Vejbier er en yderst forskelligartet gruppe, der kan variere meget i udseende. Disse bier forekommer over hele verden og findes på alle kontinenter undtagen Antarktis.

## Beskrivelse
Vejbier er normalt mørkfarvede (ofte brune eller sorte) og ofte metalliske, derudover findes vejbier i forskellige størrelser, farver og mønstre. Flere arter er helt eller delvist grønne, og nogle få er røde, lilla eller blå. En række af dem har gule aftegninger, især hannerne, som almindeligvis har gule ansigter, et mønster der er udbredt blandt de forskellige familier af bier. Familien er en af mange med korte tunger og det mest sikre kendetegn er den bueformede basalnerve, der befinder sig på vingen. Hunnerne i familien har en tendens til at være større end hannerne.
Vejbier (især de mindre arter) tiltrækkes ofte af sved.

## Økologi
De fleste vejbier har deres rede i jorden, ofte i lerjord og flodbredder, dog har nogle få deres rede i træ. Den nyklækkede larve bliver ikke fodret regelmæssigt; en større mængde pollen og nektar samles inde i en vandtæt celle, et æg lægges på den, og cellen lukkes af, så larven får al sin føde på én gang, i modsætning til "progressiv forsyning", hvor en larve fodres gentagne gange efterhånden som den vokser, som det er tilfældet hos honningbierne. Nogle arter forer deres tunneler med sekreter, der indeholder lugtstoffer i form af laktoner (cykliske carboxylsyreestere), for at hjælpe arbejdere med at finde vej vende tilbage til reden. Det menes, at laktonerne hos hver enkelt biart har sin egen unikke kemiske signatur. Alle arter (undtagen kleptoparasitter) spiser pollen og kan være vigtige bestøvere.

### Eusociale arter
Mange arter i underfamilien Halictinae er eusociale, i det mindste delvist som hos Lasioglossum malachurum, med ret veldefinerede dronninge- og arbejderkaster (dog ikke det samme kastesystem som hos honningbierne), og visse udtryk af deres sociale adfærd ser ud til at være tillærte. Det første kuld af afkommet fortsætter med at bygge og beskytte reden samt med at samle føde til en ny larveyngel. Vejbier udviser et rigt spektrum af forskellige former social adfærd. Forskellige biotiske og abiotiske faktorer kan endda påvirke denne adfærd, såsom tilgangen til blomster, deres geografiske placering, højden over havet, årstiden og klimaet.
De arter, der ikke har en permanent, fastlagt arbejdsdeling, såsom Lasioglossum zephyrus eller Halictus rubicundus, betragtes som primitivt eusociale. Et andet eksempel på en primitivt eusocial art af vejbier er Halictus ligatus, hos hvilken aggressive interaktioner mellem bierne har stor betydning for etablering af koloniens hierarki og sociale organisation. Primitivt eusociale arter som disse giver indsigt i den tidlige udvikling af eusocialitet. Halictus sexcinctus, som både udviser eusocial og fælles organisation (hvor individer af samme art lever og arbejder sammen, men uden et regulært kastesystem), giver indsigt i hvordan eusocialitet er udviklet. Fylogenetiske data fra denne art tyder på, at en fælles strategi tjener som et overgangstrin mellem ensom redebygning og eusocialitet.

### Kleptoparasitiske arter
Adskillige slægter og arter af halictider er kleptoparasitter for andre bier (for det meste andre vejbier eller bier af lignende størrelse), og adfærden har udviklet sig mindst ni gange uafhængigt af hinanden inden for familien. De mest kendte og almindelige kleptoparasitter er arter i slægten Sphecodes, som er hvepse-lignende af udseende (ofte skinnende sorte med et blodrødt underliv - tysk: Blutbienen - normalt 4-9 mm i kropslængde); hunnen hos Sphecodes går ind i cellen med sin proviantmasse, spiser værtsægget og lægger sit eget æg i stedet for.

### Arter der er aktive om natten
Vejbier er en af de fire bifamilier, der indeholder nogle nataktive arter; disse vejbier er kun aktive i skumringen eller tidligt på aftenen, så de betragtes teknisk set som "vespertiner" (aftenaktive) (f.eks. i underslægten Sphecodogastra af Lasioglossum) , eller nogle gange virkelig nataktive (f.eks. i slægten Megalopta, eller arten Megalopta genalis). Disse bier har, som det er typisk i sådanne tilfælde, meget forstørrede punktøjne (ocelli). De andre familier med nogle aftenaktive arter er Andrenidae, Colletidae og Apidae.

## Arter af økonomisk betydning
Nogle arter er vigtige i bestøvningen af afgrøder. Blandt disse er Nomia melanderi, Lasioglossum vierecki og Lasioglossum leucozonium. Mens nogle vejbi-arter er snævert knyttet til en gruppe af planter eller blot en enkelt planteart (oligoleg adfærd) (f.eks. Rophites algirus,, som kun besøger blomsterne af galtetand.), er de fleste generalister, hvilket gør dem til potentielt værdifulde bestøvere.

## Stik
Kun hunner har evnen til at afgive et stik. På grund af deres ikke-aggressive karakter vil de sandsynligvis kun stikke, hvis de bliver forstyrret; og stikket er ganske ubetydeligt. De mest almindelige tilfælde af stik opstår, hvis man ved et uheld kommer i kontakt med en vejbi, der forsøger at få en slikke af ens sved.

## Fylogeni
Fossiler af vejbier findes typisk i rav fra Baltikum og den Dominikanske Republik og antyder, at vejbier har eksisteret siden for mindst 96-75 millioner år siden. Det ældste fossile fund af vejbier går tilbage til tidlig eocæn med et antal arter som Neocorynura electra og Augochlora leptoloba kendt fra ravaflejringer. I øjeblikket er familien opdelt i fire underfamilier, mange slægter og mere end 2000 kendte arter. Rophitinae ser ud til at være søstergruppen til de resterende tre underfamilier (Nomiinae, Nomioidinae, Halictinae) baseret på både morfologi og molekylære data.

## Klassificering
Underfamilie Rophitinae:
- Ceblurgus
- Conanthalictus
- Dufourea (glansbier); 4 arter i Danmark:
  - Dufourea dentiventris (Overdrevglansbi)
  - Dufourea halictula (Blåmunkeglansbi)
  - Dufourea inermis (Klokkeglansbi)
  - Dufourea minuta (Kurvglansbi)
- Goeletapis
- Micralictoides
- Morawitzella
- Morawitzia
- Penapis
- Protodufourea
- Rophites; 1 art i Danmark:
  - Rophites quinquespinosus (Skægbi)
- Sphecodosoma
- Systropha
- Xeralictus

Underfamilie Nomiinae:
- Dieunomia
- Halictonomia
- Lipotriches
- Mellitidia
- Nomia
- Pseudapis
- Ptilonomia
- Reepenia
- Spatunomia
- Sphegocephala
- Steganomus

Underfamilie Nomioidinae:
- Cellariella
- Ceylalictus
- Nomioides

Underfamilie Halictinae:

Tribus Halictini
- Agapostemon
- Caenohalictus
- Dinagapostemon
- Echthralictus
- Eupetersia
- Glossodialictus
- Habralictus
- Halictus (vejbier); 8 arter i Danmark:
  - Halictus compressus (Knopurtvejbi)
  - Halictus confusus (Hedevejbi)
  - Halictus leucaheneus (Overdrevvejbi)
  - Halictus maculatus (Bredhovedet Vejbi)
  - Halictus quadricinctus (Stor Vejbi)
  - Halictus rubicundus (Skovvejbi)
  - Halictus sexcinctus (Seksbåndet Vejbi)
  - Halictus tumulorum (Bronzevejbi)
- Homalictus
- Lasioglossum (smalbier); 33 arter i Danmark:
  - Lasioglossum aeratum (Guldsmalbi)
  - Lasioglossum albipes (Græslandsmalbi)
  - Lasioglossum brevicorne (Overdrevsmalbi)
  - Lasioglossum calceatum (Moskussmalbi)
  - Lasioglossum costulatum (Klokkesmalbi)
  - Lasioglossum fratellum (Sort Smalbi)
  - Lasioglossum fulvicorne (Brunlig Smalbi)
  - Lasioglossum laevigatum (Sydlig Smalbi)
  - Lasioglossum lativentre (Finpunkteret Smalbi)
  - Lasioglossum leucopus (Bronzesmalbi)
  - Lasioglossum leucozonium (Mat Smalbi)
  - Lasioglossum lucidulum (Glinsende Smalbi)
  - Lasioglossum malachurum (Hvidrandet Smalbi)
  - Lasioglossum minutissimum (Lille Smalbi)
  - Lasioglossum morio (Metalsmalbi)
  - Lasioglossum nitidiusculum (Klintsmalbi)
  - Lasioglossum nitidulum (Smaragdsmalbi)
  - Lasioglossum parvulum (Forvekslet Smalbi)
  - Lasioglossum pauxillum (Lersmalbi)
  - Lasioglossum punctatissimum (Punkteret Smalbi)
  - Lasioglossum quadrinotatum (Tætpunkteret Smalbi)
  - Lasioglossum rufitarse (Skovsmalbi)
  - Lasioglossum semilucens (Skinnende Smalbi)
  - Lasioglossum sexmaculatum (Lys Kantsmalbi)
  - Lasioglossum sexnotatulum (Mørk Kantsmalbi)
  - Lasioglossum sexnotatum (Plettet Smalbi)
  - Lasioglossum sexstrigatum (Frynset Smalbi)
  - Lasioglossum sexstrigatum s. lat. (Lasioglossum sexstrigatum s. lat.)
  - Lasioglossum tarsatum (Klitsmalbi)
  - Lasioglossum villosulum (Hedesmalbi)
  - Lasioglossum xanthopus (Rustsmalbi)
  - Lasioglossum zonulum (Zonesmalbi)
- Mexalictus
- Microsphecodes
- Nesosphecodes
- Paragapostemon
- Patellapis
- Pseudagapostemon
- Ptilocleptis
- Rhinetula
- Ruizantheda
- Sphecodes (blodbier); 17 arter i Danmark:
  - Sphecodes albilabris (Stor Blodbi)
  - Sphecodes crassus (Bred Klintblodbi)
  - Sphecodes ephippius (Overdrevblodbi)
  - Sphecodes ferruginatus (Rustblodbi)
  - Sphecodes geoffrellus (Lille Blodbi)
  - Sphecodes gibbus (Skovblodbi)
  - Sphecodes longulus (Dværgblodbi)
  - Sphecodes marginatus (Sydlig Blodbi)
  - Sphecodes miniatus (Pandeblodbi)
  - Sphecodes monilicornis (Græslandblodbi)
  - Sphecodes niger (Sort Blodbi)
  - Sphecodes pellucidus (Sandblodbi)
  - Sphecodes puncticeps (Punkteret Blodbi)
  - Sphecodes reticulatus (Rynket blodbi)
  - Sphecodes rubicundus (Klintblodbi)
  - Sphecodes rufiventris (Stribet Blodbi)
  - Sphecodes spinulosus (Sporeblodbi)
- Thrincohalictus
- Urohalictus

Tribus Thrinchostomini
- Parathrincostoma
- Thrinchostoma

Tribus Augochlorini
- Andinaugochlora
- Ariphanarthra
- Augochlora
- Augochlorella
- Augochlorodes
- Augochloropsis
- Caenaugochlora
- Chlerogas
- Chlerogella
- Chlerogelloides
- Corynura
- Halictillus
- Ischnomelissa
- Megalopta
- Megaloptidia
- Megaloptilla
- Megommation
- Micrommation
- Neocorynura
- Paroxystoglossa
- Pseudaugochlora
- Rhectomia
- Rhinocorynura
- Temnosoma
- Thectochlora
- Xenochlora

Fossile vejbier uden kendt tilhørsforhold:
- †Eickwortapis
- †Nesagapostemon
- †Oligochlora